# Peere (langue)
Pour les articles homonymes, voir Peere.
Le peere (ou kotofo, kotopo, kotpojo, koutin, koutine, kutin, kutine, kutinn, patapori, peer, pere, potopo, potopore) est une langue de l'Adamaoua parlée au Cameroun dans le département du Faro-et-Déo et l'arrondissement de Tignère, entre Tignère et la frontière avec le Nigeria, également au nord-est de Banyo dans le département du Mayo-Banyo.
Au Cameroun, le nombre de locuteurs était de 15 000 en 1993.